# Îles Salomon aux Jeux olympiques d'été de 2024
Les Îles Salomon participent aux Jeux olympiques de 2024 à Paris en France du 26 juillet au 11 août 2024. Il s'agit de leur 11e participation à des Jeux d'été.
La délégation des Îles Salomon était composée de deux athlètes féminines, une en athlétisme (Sharon Firisua) et une en natation (Isabella Millar). Les deux athlètes ont servi de porte-drapeaux du pays lors de la cérémonie d'ouverture.

## Nombre d’athlètes qualifiés par sport
Les Îles Salomon sont présentes dans 2 des 32 disciplines inscrites au programme.

## Résultats

### Athlétisme
Alors qu'aucun athlète des Îles Salomon n'avait pu se qualifier pour les Jeux olympiques de Paris, Sharon Firisua a toutefois été désignée pour recevoir une place de quota d'universalité. Cependant, la seule épreuve avec de la place était l'épreuve du 100 mètres. Firisua aavait concouru pour le pays aux deux derniers Jeux olympiques, dans l'épreuve du 5000 mètres en 2016 et du marathon en 2020.
| Athlètes       | Épreuve | Premier tour (ou tour préliminaire) | Premier tour (ou tour préliminaire) | Premier tour (ou tour préliminaire) | Premier tour (ou tour préliminaire) | Premier tour (ou tour préliminaire) | Repêchage (ou premier tour) | Repêchage (ou premier tour) | Demi-finales | Demi-finales | Finale   | Finale   |
| Athlètes       | Épreuve | Temps                               | Rang                                | Temps de réaction                   | Dossard                             | Couloir                             | Temps                       | Rang                        | Temps        | Rang         | Temps    | Rang     |
| -------------- | ------- | ----------------------------------- | ----------------------------------- | ----------------------------------- | ----------------------------------- | ----------------------------------- | --------------------------- | --------------------------- | ------------ | ------------ | -------- | -------- |
| Firisua Sharon | 100 m   | 14 s 31                             | 9e                                  | 0.248                               | 2325                                | 3                                   | Éliminée                    | Éliminée                    | Éliminée     | Éliminée     | Éliminée | Éliminée |

Sharon Firisua réalisera sa meilleure performance personnelle.

### Natation
Paris La Défense Arena, samedi 3 août 2024 11h 00
Série 3
| Athlètes        | Épreuve         | Séries  | Séries | Demi-finales | Demi-finales | Finale   | Finale   |
| Athlètes        | Épreuve         | Temps   | Rang   | Temps        | Rang         | Temps    | Rang     |
| --------------- | --------------- | ------- | ------ | ------------ | ------------ | -------- | -------- |
| Isabella Millar | 50 m nage libre | 31 s 32 | 8      | Éliminée     | Éliminée     | Éliminée | Éliminée |

### Boxe
Pemberton Lele, récent médaillé de bronze aux Jeux du Pacifique de 2023, a pu bénéficier d'une invitation au nom de l’universalité.
| Athlètes       | Catégorie               | 1/16e de finale     | 1/8e de finale      | Quart de finale     | Demi-finale         | Finale              | Rang |
| Athlètes       | Catégorie               | Adversaire Résultat | Adversaire Résultat | Adversaire Résultat | Adversaire Résultat | Adversaire Résultat | Rang |
| -------------- | ----------------------- | ------------------- | ------------------- | ------------------- | ------------------- | ------------------- | ---- |
| Pemberton Lele | Poids légers (-63,5 kg) | [[]]                | [[]]                | [[]]                | [[]]                | [[]]                |      |